# Famille Serényi
La famille Serényi de Kisserény (en hongrois : kisserényi Serényi család) était une famille aristocratique hongroise.